# EWay System
eWay System s.r.o. je česká firma, která vyvíjí CRM (customer relationship management) software eWay-CRM pro menší a střední podniky. Hlavním trhem jsou Spojené státy a Česká republika.
Česká republika tvoří, pokud jde o počet klientů, zhruba 41 procent, ve Spojených státech a Kanadě pak 25 procent klientů, zbytek Evropy 16 procent klientů a zbylých 18 procent tvoří klienti partnerů.[zdroj?] eWay System s.r.o. má pobočky v Praze a Kansas City, Missouri, USA.

## Historie
Společnost eWay System byla založena v roce 2008 firmou MEMOS Software a Janem Lalinským. Záměrem byl vývoj a prodej produktu eWay-CRM. V roce 2011 k nim přistoupil i Roman Štefko. Původní kanceláře byly v pražských Vršovicích, v ulici Jaromírova. V roce 2013 společně s MEMOS Software přesídlili do Garden Eleven. V roce 2016 se obě firmy přestěhovaly do vlastních kanceláří do ulice Na Královce. Nyní firma sídlí v Švehlové ulici v Praze.[zdroj?]

## eWay-CRM
eWay-CRM je CRM software zakomponovaný do Outlooku. Má také mobilní a webovou aplikaci. Kromě integrace s poštovním klientem Outlook umí eWay-CRM komunikovat také se softwary Pohoda, WordPress, Emailkampane, Money S3, Money S5, TeamViewer, Leady, Abra, GPS Commander a Tableau.

## Certifikáty
- Cloudflare Acceleration and Protection - Cloudflare má za úkol chránit firemní cloud před hackery a zároveň zvyšovat jeho rychlost.[zdroj?]
- SSL.com Encryption - Cloudové služby jsou chráněny certifikáty SSL.com, které používají šifrování 4096 SHA2 RSA.
- ISO 27001 - Tento certfifikát slouží k potvrzení, že daná firma splňuje požadavky na řízení bezpečnosti informací.

## Charitativní činnost
eWay System je partnerem Ligy vozíčkářů.

## Ocenění
- GetApp Category Leaders 2021[6]
- SoftwareAdvice Front Runners 2020 a 2021[7]
- Supreme Software Award 2019[8]
- Top 20 Most Affordable CRM Software 2017, 2018 a 2019[9]
- 66 Best CRM Blogs 2019[10]